# Tumulus de Mølen
Les Tumulus de Mølen sont situés à Nevlunghavn dans la municipalité de Larvik, dans le comté de Vestfold og Telemark, en Norvège.

## Description
Le champ funéraire de Mølen est située sur le côté est de l'entrée du Langesundsfjord (en), proche de Nevlunghavn. C'est une partie du Raet, la vaste chaîne de la dernière période glaciaire qui s'étend de la Finlande à la Suède et le long de la côte norvégienne jusqu'à la péninsule de Kola.
Le site comprend 250 tombes plus grandes et plus petites construites en galets du Raet. Sur ce cimetière, il y a 16 cairns de taille considérable, dont quatre peuvent être considérées comme des tumulus de grande taille, d'un diamètre compris entre 25 et 35 mètres. Le plus grand mesure cinq mètres de haut.

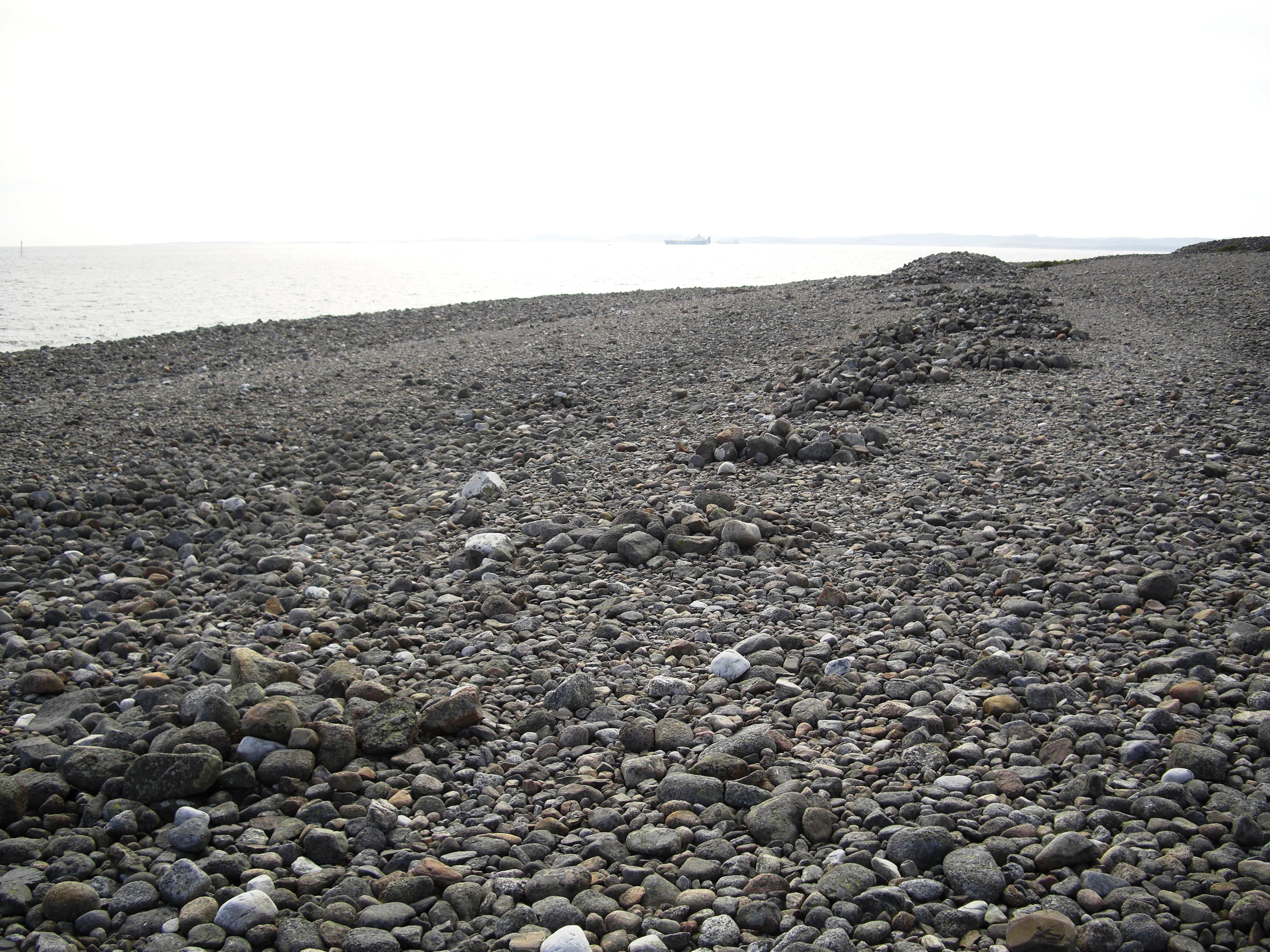
Une rangée de cairns à Mølen

Les tumulus funéraires les plus hauts de Mølen peuvent avoir jusqu'à 3 500 ans, c'est-à-dire de l'âge du bronze, mais la plupart des tumulus datent de la fin de l'âge du fer et de l'âge des Vikings. Un tumulus funéraire se détache clairement des autres. Il se compose de pierres qui forment une forme de navire de 20 mètres de long. Ce n'est que dans cette tombe que des objets funéraires ont été trouvés. Il y avait là quelque 70 rivets de bateaux entourés de cendre qui sont datés de l'époque juste après la naissance du Christ .
L'archéologue Anton Wilhelm Brøgger l'a décrit comme suit en 1938 : Ce puissant sol de la période glaciaire, rempli de masses infinies de pierres rugueuses et rondes, forme une plage vers la mer et se termine par un isthme, c'est comme un petit continent qui se termine, - c'est là que se termine le Vestfold. Large et puissante, elle pousse des falaises à l'ouest de Nevlunghavn en une immense plage où se dresse la mer ouverte. Et le bord le plus élevé est couronné par les grosses tours anciennes qui se dressent majestueusement et fermement de profil contre le ciel.

## Accessibilité
Le moyen le plus simple de se rendre à Mølen est de marcher le long du sentier côtier, depuis Nevlunghavn ou Helgeroa. Le sentier côtier fait partie du sentier de la mer du Nord, long de plus de 5 000 km, qui comprend des sentiers de randonnée côtiers en Norvège, en Suède, au Danemark, en Allemagne, aux Pays-Bas, en Angleterre et en Écosse.

## Galerie

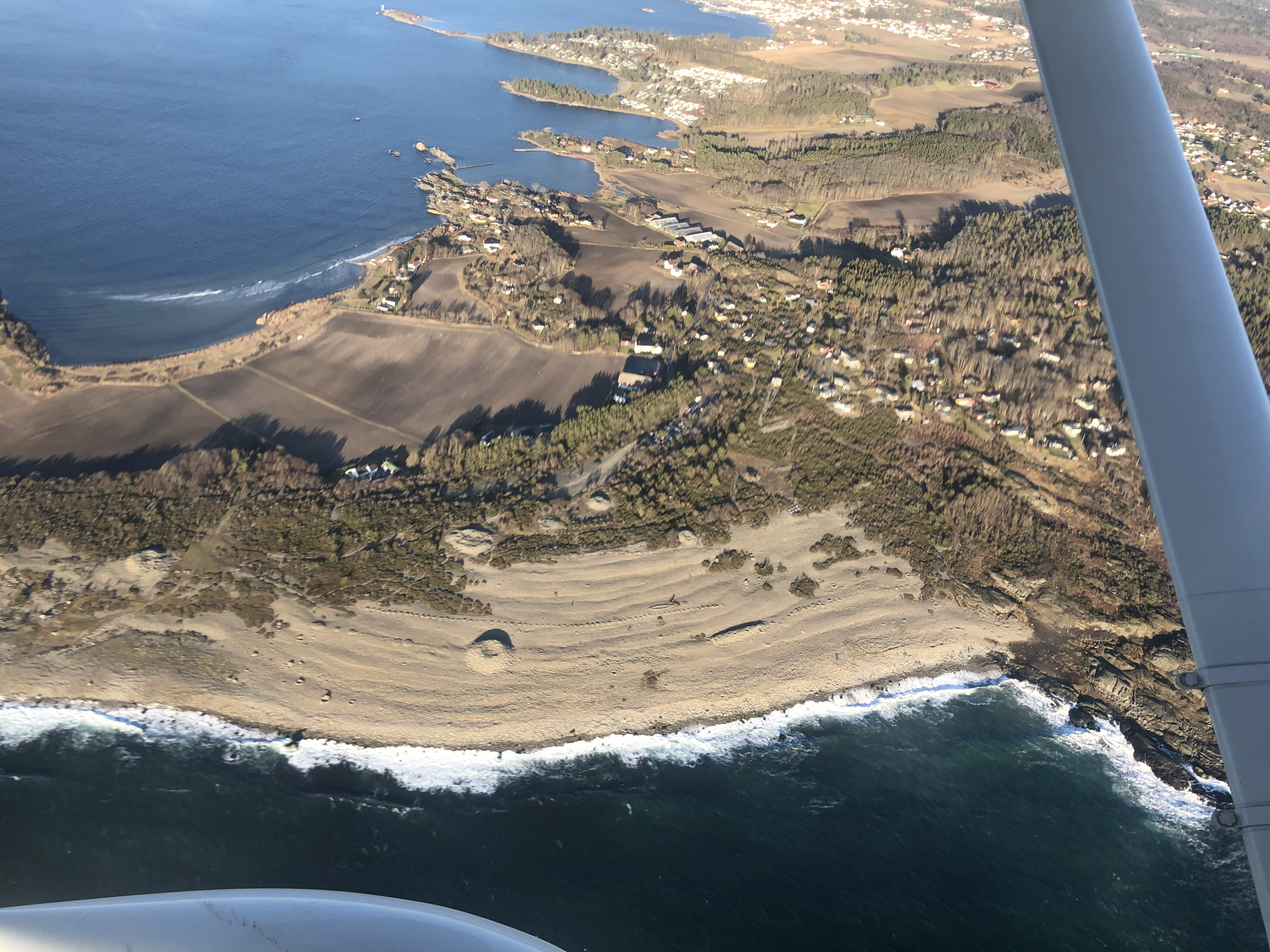
Plage de Mølen (vue d'avion)
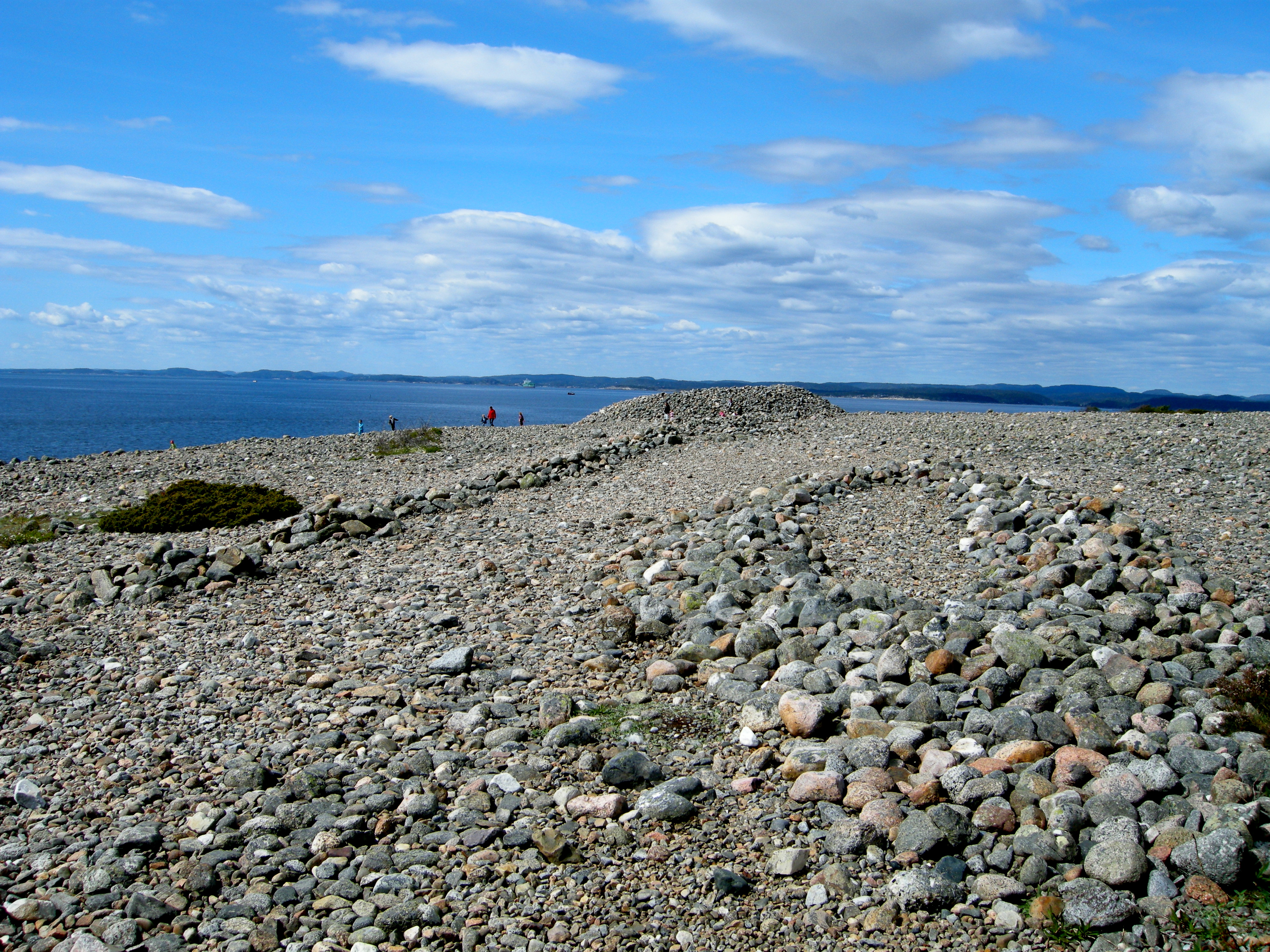
Petits tumulus
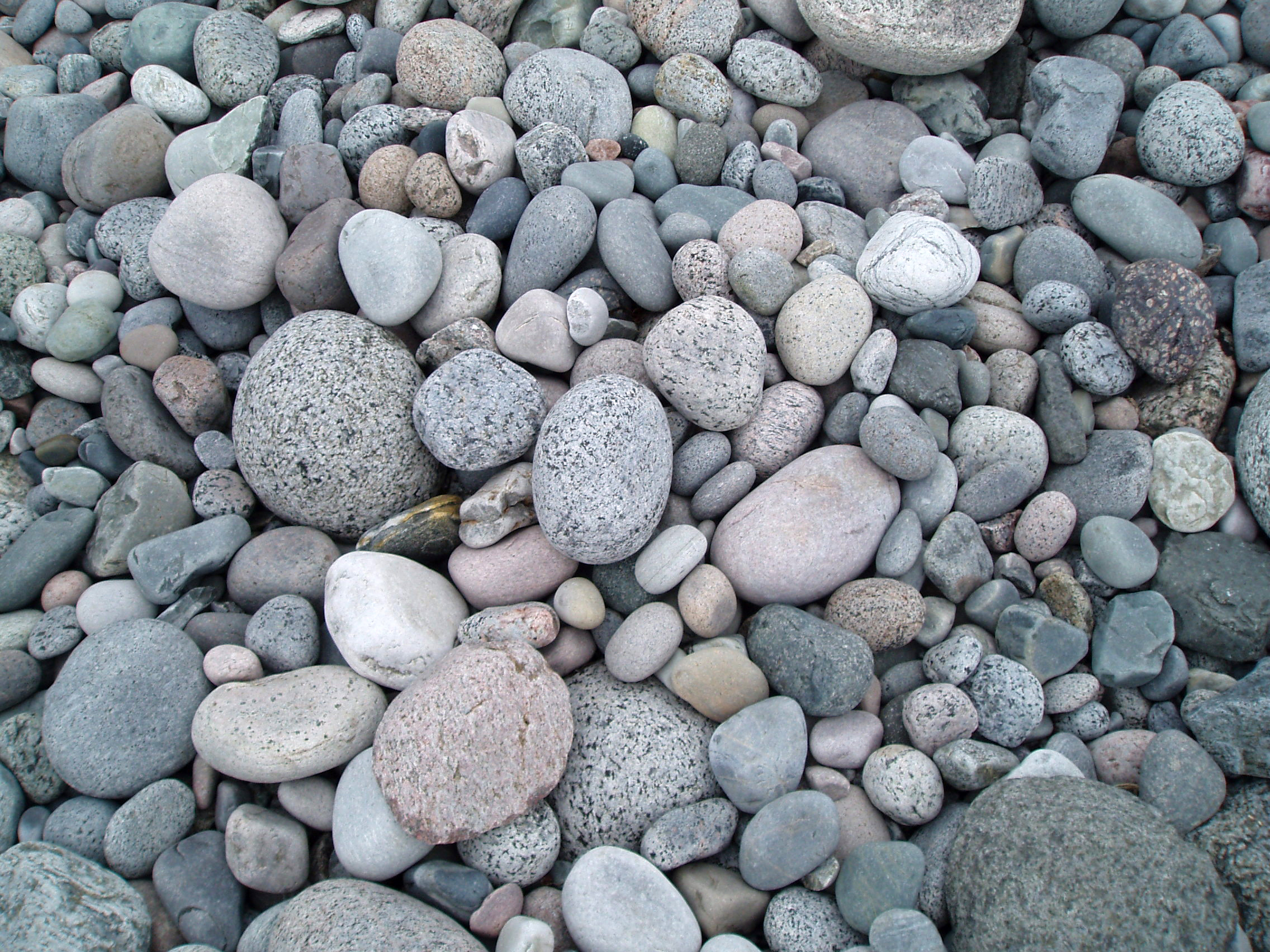
Détail des galets à Mølen

### Source de la traduction
- (no) Cet article est partiellement ou en totalité issu de l’article de Wikipédia en norvégien intitulé « Mølen gravrøyser » (voir la liste des auteurs).